# テルモコックス綱
テルモコックス綱（Thermococci、サーモコッカス綱）は、ユーリ古細菌に属す綱の1つで、海洋熱水域に広く生育する超好熱菌のグループである。
深海の熱水噴出孔から良く単離される生物の一つ。油田鉱床、浅瀬の熱水域からの単離例もある。一方で陸上の熱泉からの分離例はない。海底火山が噴火した際に周囲の海水から高濃度で検出されたことがあり、分布の中心は熱水噴出孔周辺の地下とみられている。
全種が超好熱性、偏性嫌気性の従属栄養生物であり、熱水域でペプチドや多糖類を分解して生活している。水素により強い増殖阻害を受けることから、代謝の結果生じる水素を硫黄と反応させ、硫化水素として除去している。このため単体硫黄や硫化金属が多量に存在する環境をよく好む。一般にサイズ1-2μmのあまり特徴のない不定型の球菌として観察される。殆どの種が多極の鞭毛を有している。細胞壁はS層から構成される（細胞壁を欠損する種もあり）。その他の性質は典型的な古細菌と同じである。
進化的にはユーリ古細菌の基部付近から分岐したと考えられている。ユーリ古細菌における系統関係の一例を示す。

|  | Palaeococcus                                                |
|  |                                                             |
|  | \| \| Pyrococcus \| \| \| \| \| \| Thermococcus \| \| \| \| |
|  |                                                             |
|  | Pyrococcus                                                  |
|  |                                                             |
|  | Thermococcus                                                |
|  |                                                             |

|  | Pyrococcus   |
|  |              |
|  | Thermococcus |
|  |              |

|  | Palaeococcus                                                |
|  |                                                             |
|  | \| \| Pyrococcus \| \| \| \| \| \| Thermococcus \| \| \| \| |
|  |                                                             |
|  | Pyrococcus                                                  |
|  |                                                             |
|  | Thermococcus                                                |
|  |                                                             |

|  | Pyrococcus   |
|  |              |
|  | Thermococcus |
|  |              |

## 下位分類
- テルモコックス目/Thermococcales
  - テルモコックス科/Thermococcaceae 
    - Thermococcus
      - Thermococcus celer、T. acidaminovorans、T. aegaeus、T. aggregans、T. alcaliphilus、T. atlanticus、T. barophilus、T. barossii、T. celericrescens、T. chitonophagus、T. coalescens、T. fumicolans、T. gammatolerans、T. gorgonarius、T. guaymasensis、T. hydrothermalis、T. kodakarensis、T. litoralis、T. pacificus、T. peptonophilus、T. profundus、T. sibiricus、T. siculi、T. stetteri、T. thioreducens、T. waiotapuensis、T. zilligii

    - Pyrococcus
      - Pyrococcus furiosus - P. glycovorans - P. horikoshii - P. woesei

    - Palaeococcus
      - Palaeococcus ferrophilus - P. helgesonii